# Мінамі-Кюсю

Міна́мі-Кюшю́ (яп. 南九州市, みなみきゅうしゅうし, МФА: [mʲinamʲi kʲuːɕuː ɕi̥]?) — місто в Японії, в префектурі Каґошіма. Розташоване в південній частині префектури, на узбережжі Східно-Китайського моря.    Отримало статус міста 2007 року. Площа становить 357,85 км². Станом на 1 липня 2012 року населення складало 37 971  осіб, густота населення — 106 осіб/км².  Основою економіки є сільське господарство, тваринництво і вирощування чаю. Традиційні ремесла — виробництво буддистських вівтарів.  

## Географія
Мінамі-Кюсю лежить на півострові Сацума, на узбережжі Східно-Китайського моря. Місто збудоване на плато, оточене горами вулканічного походження.

## Історія
Сучасний квартал Кавабе міста Мінамі-Кюшю за доби середньовіччя належав самурайському роду Тайра і був одним з великих центрів буддизму на півдні Кюшю. Квартал Чіран розвився в пізньому середньовіччі, у період Едо, під керівництвом роду Сімадзу. Під час Другої світової війни в цьому кварталі були летовище Імперської армії Японії та база камікадзе.
Засноване 1 грудня 2007 року шляхом злиття таких населених пунктів:
- містечка Каванабе повіту Каванабе (川辺郡川辺町)
- містечка Чіран (知覧町)
- містечка Ей повіту Ібусукі (揖宿郡頴娃町)